# Раківка (річка)
Раківка — річка на Придніпровській височині, права притока Стугни.

## Опис
Раківка починається злиттям двох невеликих витоків на південно-західній околиці села Тростинка. Місцем злиття витоків є невеликий ставок. Річка тече територією села Тростинка, приймаючи 4 лівих та 1 праву притоки, що не мають назви. Далі річка протікає селом Велика Вільшанка, далі між селами Велика Вільшанка та Мала Вільшанка. У цьому місці річка розділяє Васильківський та Обухівський райони.
У Великій Вільшанці річка приймає 4 лівих та 2 правих притоки.
Далі річка протікає селом Копачів, де приймає ще дві притоки — ліву та праву. Права притока на військовій 3-версній карті 1860-х років позначена як Вільшанка.
Впадає річка у Стугну за 800 метрів на північ від села Копачів.
На річці влаштовано 5 ставків (3 у Тростинці — Жидівський, Королівський та Мельниківський, по 1 у Великій Вільшанці та Копачеві).